# Kim Gu
Kim Gu (coreano: 김구, hanja: 金九) (29 de agosto de 1876 – 26 de junho de 1949), foi um ativista da independência, político e educador da Coreia. Também conhecido por seu pseudônimo Baikbum (백범;白凡). Foi comissário (1919-1921), ministro do Interior (1921-1925), primeiro-ministro (1924 e 1927-1928), e presidente do Governo Provisório da República da Coreia (1940-1948), foi um líder do movimento de independência da Coréia contra o Império Japonês, e ativista da reunificação depois de 1945. Ele foi assassinado pelo tenente coreano Ahn Doo-hee em 1949.

## Biografia

### Juventude
Nasceu em Teot-gol, Baek-un-bang, Haeju, Província de Hwanghae do Sul, na Coreia, na época da Dinastia Joseon, filho único dos fazendeiros Kim Soon-young e Kwak Nack-won. Seu nome de nascimento era Kim Changahm. Quando ele tinha nove anos, ele começou a estudar textos clássicos chineses como Zizhi Tongjian e Great Learning em seodangs locais.
Em 1892, quando tinha 16 anos, não conseguiu ser aprovado no Exame Imperial (Gwageo), que era um requisito para se tornar funcionário público. Depois disso, ele se juntou ao Movimento Donghak, que era um movimento Neoconfucionista que deu origem a uma rebelião contra o governo, influências estrangeiras.
Em 1893, mudou seu nome para Kim Changsoo, foi nomeado líder distrital de Palbong e foi derrotado quando liderou um ataque contra forças governamentais que contralavam o Forte Haeju em Hwanghae-do.
Depois disso, foi derrotado por Lee Dong-yeop, em uma disputa entre tropas do Movimento Donghak.
Aos 20 anos, foi derrotado, quando participou de um ataque contra uma unidade do Exército Real que controlava o forte Gang-gye, apoiado pelo exército da Dinastia Qing.

### Assassinato de Josuke Tsuchida
Em fevereiro de 1896, hospedou-se em uma pousada em Chihapo, Província de Hwanghae, onde encontrou um japonês chamado Tsuchida Josuke, que era um comerciante de Tsushima, Nagasaki, Japão, e o matou acreditando que ele era um tenente do exército japonês envolvido no assassinato da rainha.
Em sua autobiografia, descreveu sua motivação:
| “ | Como muitos japoneses passam por Chihapo todos os dias, não há razão para ele se disfarçar de coreano se fosse um comerciante ou trabalhador comum. Ele poderia ser Miura ou um de seus cúmplices que matou a rainha, fugiu de Seul e se escondeu aqui? Mesmo que não seja, um japonês com um disfarce e uma espada só pode fazer mal ao meu país e ao meu povo. Vou me vingar de minha rainha matando este japonês. | ” |

Em decorrência do assassinato, Kim foi torturado e condenado à morte. Por outro lado, muitos coreanos o admiraram por seu patriotismo e bravura. Nesse contexto, sua execução foi suspensa por ordem do Imperador Gwangmu, apesar da pressão japonesa para executá-lo prontamente.
Na prisão, leu livros didáticos recém-publicados sobre cultura e ciência ocidentais, como: Taeseo Shinsa (태서 신사; 泰西 新 史) e Saegye Jiji (세계 지지; 世界 地誌). Após essas leituras, ficou profundamente impressionado com os pontos fortes da nova ciência ocidental e reconheceu a importância da educação para o povo coreano. Desse modo, começou a alfabetizar e ensinar cerca de 100 companheiros de prisão analfabetos.
Em 1898, ele escapou da prisão e fugiu para Magoksa, um templo budista em Gongju, na Província de Chungcheong, onde passou a ser preparar para se tornar um sacerdote budista, mas um anos depois, deixou o tempo e voltou para Hwanghae, onde se dedicou a atividades educacionais, fundando a Escola Jangyeon (장연 학교; 長 淵 學校) e a Escola Yangsan (양산 학교; 楊 山 學校) em 1907. Em 1904, ele se casou com Choi Jun-rye (최준 례; 崔 遵 禮) de Sinchon, Província de Hwanghae.

### Movimento pela Independência da Coreia
No dia 17 de novembro de 1905, a Coreia passou a ser um protetorado do Japão, com a assinatura do Tratado de Eulsa. Nesse contexto, Kim participou de um protesto em massa contra o tratado em Seul, no qual foi apresentou um manifesto ao Imperador Gwangmu instando-o a se retirar do tratado.
Em 1908, Kim ingressou na Nova Associação do Povo, uma organização clandestina liderada por Ahn Changho, que pretendia ser um movimento não violento em favor da independência coreana.
Em 1910, foi preso e torturado, acusado de participar de uma tentativa para matar Terauchi Masatake, então o governo colonial japonês na Coreia, mas ele foi libertado três anos depois, por falta de provas. Devido às torturas, ficou com a orelha esquerda desfigurada para o resto da vida.
Na prisão, mudou seu nome de "Kim Changsoo" para "Kim Koo" e adotou o pseudônimo de "Baekbeom" (백범, 白 凡), que significa "pessoa comum". Com isso, esperava incentivar cada pessoa comum a lutar pela independência.
Em 1919, fugiu para o exílio em Xangai , China, após um movimento de resistência não violento em todo o país, conhecido como Movimento Primeiro de Março, que foi violentamente reprimido pelo governo imperialista japonês.
Em Xangai, ingressou no Governo Provisório da República da Coreia, para melhor lutar para libertar a Coreia da ocupação japonesa.
Em 1927, foi escolhido para presidir o Governo Provisório da República da Coréia, tendo sido reeleito para o cargo várias vezes pela Assembleia Provisória.
Em 1931, organizou o Corpo Patriótico Coreano, que, no dia 29 de abril de 1932, emboscou e assassinou a liderança militar japonesa em Xangai.
Depois, mudou para Xunquim, onde o governo nacionalista de Chiang Kai-shek estava estabelecido e, onde, fundou o Exército de Libertação da Coreia (ELC), comandado pelo General Ji Cheong-cheon, que combateu forças japonesas na China e no Sudeste Asiático. Em 1945, o ELC tentou enviar tropas para a Coreia, mas a guerra acabou antes que esse objetivo pudesse ser realizado.

### Após a libertação da Coréia

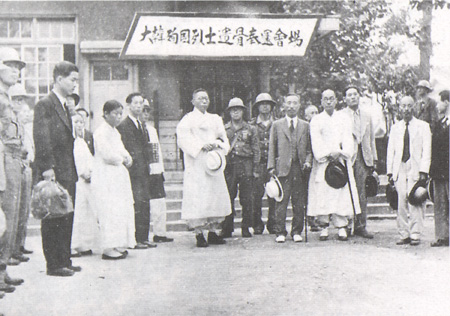
Kim Gu e Bang Eungmo (1946)

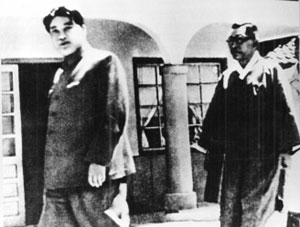
Kim Gu e Kim Il-sung (1948)

Kim voltou para a Coréia na rendição japonesa aos Aliados em 1945. Ele era conhecido como "o assassino" e viajou com uma comitiva de pistoleiros e concubinas.
Em 27 de dezembro de 1945, os chefes de estado dos EUA, Reino Unido, URSS e China concordaram com uma tutela para a recém-libertada Coréia. Kim se opôs à administração. A criação de 1947 da Comissão Soviética-Americana Conjunta também foi criticado por Kim.[carece de fontes?]
Quando a divisão do país recém-independente sob a tutela se tornou óbvia, ele liderou uma equipe de ex-ativistas da independência a Pyongyang para manter conversas de reunificação com Kim Il-sung, que mais tarde se tornou presidente da Coréia do Norte. As negociações se deterioraram rapidamente depois que ele manifestou sua hostilidade em relação à crescente presença comunista na Coréia do Norte.[carece de fontes?]
Em 1948, a primeira Assembleia Nacional da Coreia do Sul nomeou Kim como candidata ao cargo de primeiro presidente da República (vide: Eleição presidencial na Coreia do Sul em 1948). Na eleição pela Assembléia Nacional, Kim foi derrotado por Syngman Rhee, o primeiro presidente do governo provisório, que foi impugnado em 1925 por uma votação de 180-16. Ele perdeu a eleição para a vice-presidência para Lee Si-yeong (이시영;李始榮) por um voto de 133-59. Kim não sabia sobre sua indicação até depois da eleição. Ele não aprovou a nomeação, considerando um truque para desacreditá-lo. Kim nunca teria participado da eleição, pois se opunha ferozmente ao estabelecimento de governos separados na Coréia do Norte e do Sul.[carece de fontes?]

### Morte e legado
Nos dia 26 de junho de 1949, foi assassinado pelo tenente Ahn Doo-hee, enquanto ele estava em casa, lendo poesia. O assassino afirmou que o matou porque o via como um agente da União Soviética e que o assassinato fora ordenado por Kim Chang-ryong, que serviu como chefe da segurança nacional durante a administração Rhee.
Em 1949, Kim Il Sung afirmou Kim Gu fora assassinado pela camarilha de Syngman Rhe.
Postumamente, recebeu a Medalha da Ordem do Mérito da Fundação Nacional da República da Coréia, a mais prestigiada condecoração civil da Coreia do Sul e, também, o Prêmio de Reunificação Nacional, concedido pela Coreia do Norte.